# Шемонаихинский район
Шемонаи́хинский район (каз. Шемонаиха ауданы) — район на севере Восточно-Казахстанской области Казахстана. Административный центр района — город Шемонаиха.

## География
Расположен на севере Восточно-Казахстанской области. Граничит на западе — с Бородулихинским районом Абайской области,  востоке с Глубоковским, на юге — с Уланским районами Восточно-Казахстанской области, на севере — с Алтайским краем Российской Федерации.

## История
Шемонаихинский район образован 17 января 1928 года из Шемонаевской, частей Калининской, Убинской волостей Семипалатинского уезда и части Краснооктябрьской волости Усть-Каменогорского уезда с центром в селе Шемонаиха. 11 июня 1959 года к Шемонаихинскому району были присоединены Пахотный поссовет, Верхубинский, Выдрихинский и Большереченский сельсоветы упразднённого Верх-Убинского района.

## Население
Национальный состав (на начало 2019 года):
- русские — 34 430 чел. (78,72 %)
- казахи — 6 716 чел. (15,36 %)
- немцы — 1 246 чел. (2,85 %)
- украинцы — 213 чел. (0,49 %)
- татары — 254 чел. (0,58 %)
- армяне — 234 чел. (0,54 %)
- белорусы — 97 чел. (0,22 %)
- чеченцы — 114 чел. (0,26 %)
- узбеки — 101 чел. (0,23 %)
- азербайджанцы — 73 чел. (0,17 %)
- корейцы — 49 чел. (0,11 %)
- другие — 209 чел. (0,48 %)
- Всего — 43 736 чел. (100,00 %)

## Административно-территориальное деление
Шемонаихинский район состоит из 8 сельских округов и 2 поселковых администраций, в составе которых находится 34 сельских населённых пункта, а также 1 городской администрации:
| Сельский округ/посёлок/город            | Населённые пункты                                                                 |
| Вавилонский сельский округ              | село Камышинка, село Сугатовка, село Кенюхово, село Пруггерово, село Горкуново    |
| Верх-Убинский сельский округ            | село Верх-Уба                                                                     |
| Волчанский сельский округ               | село Волчанка, село Большая Речка, село Берёзовка, село Крюковка, село Кандыковка |
| Выдрихинский сельский округ             | село Выдриха, село Межовка                                                        |
| Зевакинский сельский округ              | село Зевакино, село Убинка, село Новая Убинка                                     |
| Каменевский сельский округ              | село Рассыпное, село Рулиха, село Коневка, станция Рулиха, село Михайловка        |
| Октябрьский сельский округ              | село Октябрьское, село Луговое, село Садовое                                      |
| Разинский сельский округ                | село Красная Шемонаиха, село Медведка, село Белый Камень                          |
| Первомайская поселковая администрация   | посёлок Первомайский, село Барашки, село Ново-Ильинка                             |
| Усть-Таловская поселковая администрация | посёлок Усть-Таловка, село Берёзовка, село Половинка, село Заречное               |
| Шемонаихинская городская администрация  | город Шемонаиха                                                                   |